# کارل-هاینتس فلورنتس
کارل-هاینتس فلورنتس (آلمانی: Karl-Heinz Florenz؛ زادهٔ ۲۲ اکتبر ۱۹۴۷) سیاست‌مدار اهل آلمان و از اعضای پارلمان اروپا از آلمان است.
وی در ۲۳ ژوئیه ۲۰۰۴ به عنوان رئیس کمیته محیط زیست، بهداشت عمومی و ایمنی غذایی انتخاب شد و تا ۱ فوریه ۲۰۰۷ در این سمت باقی ماند.